# 物くさ太郎
『物くさ太郎』（ものくさたろう）とは、日本の物語で『御伽草子』のひとつ。「物倦太郎」、「懶太郎」とも表記される。作者、成立年代については不明。

## あらすじ
信濃国つるまの郡あたらしの郷というところに、物くさ太郎ひぢかすという男が住んでいた。道端に竹四本を立て薦を掛けただけの粗末な小屋を建て、そこに働きもせず寝転がってばかりいるという大変な怠け者であった。
あるとき物くさ太郎は人から餅を貰ったが、それを食わずに寝転がってもてあそんでいるうち、思わず手から離れて道まで転がってしまった。そこへ鷹狩に行く地頭の左衛門尉のぶよりが通りかかると、物くさ太郎は寝たままのぶよりに向かって、その餅を拾えと呼びかける。この物くさ太郎の様子にのぶよりは、腹が立つのを通り越して興味を覚え、飯や酒をやってこの男を養え、さもなくばこの土地から追放すると近隣の者に言い渡した。人々はじつに理不尽な命令だと思いつつも、物くさ太郎に飯や酒を与え続けたのだった。
それから三年たった春も末のことである。信濃国の国司二条大納言ありすゑが、あたらしの郷に長夫（ながぶ、公用の人夫）を割り当て都に行かせる事になった。百姓たちはこの長夫を嫌がり相談の結果、物くさ太郎に行かせようと決めた。物くさ太郎に長夫に行くよう話をするが承知しない。そこで、都に行けばきれいな女がいてそれを妻にできるぞと言うと、それならと物くさ太郎は都へと向かうことにした。
上洛した物くさ太郎はまるで人が変わったように働き者になり、大納言もこれほどまじめに働く者はないと気に入り、長夫は三月までの予定だったのがそのまま七月となり、十一月にもなった。物くさ太郎は信濃に帰ることにしたが、まだ嫁が見つからない。泊りとする宿屋の亭主にどうすれば妻が得られるかと聞くと、清水寺の門前で「辻取り」（路上で女を連れ去って妻妾とすること）をすればいいという。物くさ太郎は辻取りをするため清水寺に向かった。
ぼろを着た物くさ太郎は清水寺の門前で両手を広げて立ち、通りかかる女を一々見て品定めするが、その様子を気味悪がられ近寄ろうとする者は誰もいない。そこにたまたま通りかかった見目麗しい女房を物くさ太郎は気に入り捕まえて放さず、妻にしようとするが女房は嫌がり、謎かけの和歌を残してどうにか逃げてゆく。
ところが物くさ太郎はこの謎かけを解き、豊前守の邸に至り忍び入った。この女房は豊前守に仕える侍従の局という女であった。夜更けに侍従の局が侍女と話をしていると物くさ太郎が現れびっくりするが、邸内の犬が吠えて騒ぎになりそうなので、物くさ太郎を縁側に居させることにした。物くさ太郎が詠む和歌に侍従は驚き感じ入る。そしてついに二人は結ばれる。侍従は侍女に命じ、垢にまみれた物くさ太郎を七日かけて風呂に入れ磨き上げ、烏帽子直垂を着せると、別人かと見まごうばかりの美男子に変貌した。
豊前守が物くさ太郎の事を聞き付け、対面して名を問うと物くさ太郎と答えるので、それではおかしいと「うたの左衛門」と名乗らせることになった。さらに宮中から噂を聞きつけた帝に呼ばれ参内する。物くさ太郎が帝の前で和歌を詠むとその出来栄えに帝は感心し、物くさ太郎の素性を調べてみると深草の帝の後裔であることが明らかとなる。物くさ太郎は信濃の中将に任ぜられ甲斐と信濃の両国を賜り、侍従とともに信濃に下向すると、地頭ののぶよりに所領を治めさせ、自らはつるまの郷に住んだ。その子孫繁栄し、百二十歳の長寿を経たのち神となり、物くさ太郎は「おたかの大明神」、侍従の局は「あさいの権現」という神となってあらわれた。この話は文徳天皇の時のことである。

## 解説
| 長野県松本市新村にある物くさ太郎伝承地と、そこに立つ物くさ太郎の銅像（右）。 |  | 長野県松本市新村にある物くさ太郎伝承地と、そこに立つ物くさ太郎の銅像（右）。 |
| 長野県松本市新村にある物くさ太郎伝承地と、そこに立つ物くさ太郎の銅像（右）。 |  |                                                                              |

平安時代から鎌倉時代にかけて成立した古辞書『類聚名義抄』には、「嬾」の字に「物クサシ」の訓があり、「ものくさし」または「ものくさ」（ものぐさ）という言葉は古くからあった。何かをするのに面倒だとか、億劫だという気持ちを表す言葉である。この「ものくさ」という言葉に「太郎」を加えて「物くさ太郎」、名は体を表すといった人物を主人公に据えたのがこの話である。
『物くさ太郎』は『御伽草子』の一つであるが、そもそも『御伽草子』とは、江戸時代中期に刊行された二十三篇の物語の事を指し、『物くさ太郎』もこの二十三篇のひとつに入っている。『御伽草子』といえば江戸時代より前、室町時代の文学であると概ね受け取られている。しかしこの二十三篇それぞれの伝本や本文を調べてみると、江戸時代になって成立したのではないかと疑われるものが相当数あるとの指摘があり、この『物くさ太郎』もその成立は、近世以前に遡れないのではないかといわれている（後述）。
『物くさ太郎』の伝本は本文の相違から、「古本系」と「刊本系」の二つに分けられる。「古本系」には大阪府立大学所蔵の『物草太郎絵巻』と国立国会図書館所蔵の『懶太郎物語』があり、大阪府立大学所蔵のものはほんらい冊子本であったのを巻子装に改めたものである。「刊本系」は丹緑本、渋川版といった版本の系統である。信多純一は、これら本文はもとは一つの源流から出たものでそれは絵巻物の詞書であり、『物草太郎絵巻』はもとの絵巻から図様と本文を写したもの、「刊本系」は「古本系」の本文にさらに手を入れて成立したものであるとしている。
『物くさ太郎』の話は主人公が、最後は「おたかの大明神」という神となる「本地物」の体裁を取っている。本地物とは物語の主人公が様々な苦難を経たのちに、最後は神となって祀られるという説話の類型の一つで、つまり神がまず人としてその姿を現し、のちにその「本地」すなわち正体を現すということである。しかし物くさ太郎が居た所は信濃国の筑摩郡とされているが、実際の本文には「つるまの郡」とあり、「おたかの大明神」も古本系の『懶太郎物語』には「ひたかの大明神」とあり、物くさ太郎の「本地」とはどこのどういう神なのかはっきりしない。「おたかの大明神」の「おたか」とは「ほだか」であるともいわれ、長野県の穂高神社の祭神とする伝えもある。
『物くさ太郎』の巻末には、以下のような文章がある。
神は人から本来の姿になれれば大変お喜びになるが、そこらにいる人間は「本地」（本音、本性）を現わせば腹の立つ事にしかならないのがおかしい。つまり本来なら神であるはずの物くさ太郎も、物ぐさで汚らしいただの人間では人から崇められるどころか、嫌われるのも当然でお笑い草だということである。信多純一は、このような表現は中世の本地物にはそぐわない近世的なものであり、『物くさ太郎』は近世になってから、本地物のパロディとして成立したものであると説いている。その成立は『物草太郎絵巻』の絵の描写から、慶長か元和頃、または安土桃山時代ごろかもしれないとしている。
しかしこの『物くさ太郎』については、やはりもとになったものが近世以前にあったとする意見もある。昔話の『三年寝太郎』と似た話であるといわれており、また清水寺で物くさ太郎に捕まった侍従の局が、
こひしくは　たづねてきませ　わがやどは　からたけうはう　むらさきのさと
という和歌を物くさ太郎に残し、やっとの思いで逃げ出すが、「恋しくは」と始まり女が男に訪ねてこいという内容の和歌や歌謡、またこれを含んだ話は古くより分布しており、この和歌もそういった伝承や類型に基づくものという。ほかにもこの話はもと口承で伝わったもので、本来は貴種流離の悲劇を描いた本地物の話だったのが、そういう筋を削って内容を改め、滑稽味を増して出来たのが現在みられる『物くさ太郎』であったとする見方がある。
長野県松本市の新村地区には物くさ太郎の生誕地と伝える場所と太郎の腰掛桜というものがあり、1991年（平成3年）にはこの場所に洞澤今朝夫制作の物くさ太郎の銅像が建立された。桜の木の切り株に腰掛けた青年の姿をしており、以来「物くさ太郎祭り」が毎年9月に開催されている。

## 異伝
折口信夫は、『御伽草子』に記すものとは違う「物くさ太郎」の話を紹介している。それは江戸時代の信州に伝わったもので、物くさ太郎という男が田作りをしていると、見知らぬ女が来てこれを手伝った。物くさ太郎とこの女は夫婦となって子も産まれたが、女の正体はじつは狐でそれを物くさ太郎に知られてしまう。正体を知られた女は夫と子を残し姿を消したが、その後物くさ太郎の家は富栄えたという。これは狐が女に化けて人間の男と暮らし子まで生したが、正体が知れて夫や子と別れる、いわゆる「信太妻」（しのだづま）の話である。折口信夫は男の名が「物くさ太郎」であることについて、「頗る古い話の『ある人』にあり合せの、其の地方一番の人の名をくっつけただけで、つまりは田舎人のそうした点に対するものぐさから出たものであろう」と述べている。